# Liste des cathédrales du Chili

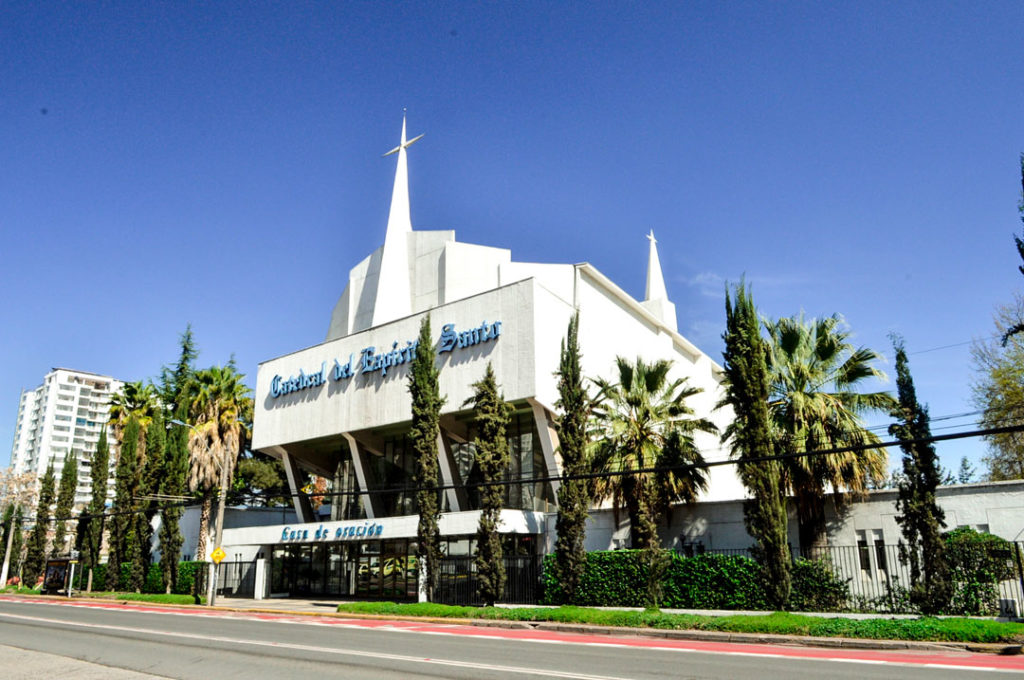
Frontispice Cathédrale de l'Espiritu Santo de Santiago.

Cet article recense les cathédrales du Chili.

## Liste
- Cathédrale San Marcos, à Arica (catholique)
- Cathédrale Inmaculada Concepción, à Iquique (catholique)
- Cathédrale San José, à Antofagasta (catholique)
- Cathédrale San Juan Bautista, à Calama (catholique)
- Cathédrale Nuestra Señora del Rosario, à Copiapó (catholique)
- Cathédrale de la Merced, à La Serena (catholique)
- Cathédrale de San Rafael, à Illapel (catholique)
- Cathédrale Saint-Philippe, à San Felipe (catholique)
- Cathédrale de Valparaíso (catholique)
- Cathédrale San José, à Melipilla (catholique)
- Cathédrale de l'Assomption de Santiago, à Santiago du Chili (catholique)
- Cathédrale de San Bernardo (catholique)
- Cathédrale El Sagrario, à Rancagua (catholique)
- Cathédrale San Agustín, à Talca (catholique)
- Cathédrale de San Ambrosio, à Linares (catholique)
- Cathédrale San Carlos de Borromeo, à Chillán (catholique)
- Cathédrale Santa María de los Ángeles, à Los Ángeles (catholique)
- Cathédrale Nuestra Señora Inmaculada Concepción, à Concepción (catholique)
- Cathédrale de San José, à Temuco (catholique)
- Cathédrale Sagrado Corazón, à Villarrica (catholique)
- Cathédrale Nuestra Señora del Rosario, à Valdivia (catholique)
- Cathédrale San Mateo Apóstol, à Osorno (catholique)
- Cathédrale de la Virgen del Carmen, à Puerto Montt (catholique)
- Cathédrale Nuestra Señora del Rosario de la Cordillera, à San Carlos de Ancud (catholique)
- Co-cathédrale Santa Teresita, à Puerto Aysén (catholique)
- Co-cathédrale Nuestra Señora de los Dolores, à Coyhaique (catholique)
- Cathédrale Sagrado Corazón, à Punta Arenas (catholique)
- Cathédrale de Nuestra Señora del Carmen, ordinariat militaire du Chili (diocèse des Forces armées), à Santiago du Chili (catholique)
- Cathédrale orthodoxe Saint-Georges de Recoleta